# Kedar Williams-Stirling
Kedar Williams-Stirling (nacido el 4 de diciembre de 1994) es un actor inglés conocido por sus interpretaciones de Junior en Shank (2010), Lorenzo en Montana (2014), Tom Okanawe en la serie de la CBBC Wolfblood y Jackson Marchetti en la serie original de Netflix Sex Education.

## Biografía
Williams-Stirling ha aparecido en varias películas británicas como Shank y Montana. También apareció en la serie de la CBBC Wolfblood.
En mayo de 2018 se anunció que sería protagonista de la serie de Netflix Sex Education junto a Gillian Anderson, Asa Butterfield, Aimee Lou Wood, Emma Mackey, Ncuti Gatwa y Connor Swindells. La serie se estrenó el 11 de enero de 2019, con gran éxito de críticas.

## Filmografía

### Películas
| Año  | Título               | Papel   | Notas        |
| ---- | -------------------- | ------- | ------------ |
| 2010 | Shank                | Júnior  |              |
| 2011 | Drink, Drugs and KFC | Nathan  | Cortometraje |
| 2013 | You are me           | Dan     | Cortometraje |
| 2014 | Montana              | Lorenzo |              |
| 2016 | Elderflower          | Tony    | Cortometraje |
| 2018 | Two Graves           | Barry   |              |
| 2019 | Changeland           | Marc    |              |
| 2020 | Lovers Rock          | Clifton |              |

### Televisión
| Año         | Título               | Papel                  | Notas                                        |
| ----------- | -------------------- | ---------------------- | -------------------------------------------- |
| 2007        | The Bill             | Adie Mazvidza          | Episodio: "Back from the dead"               |
| 2008        | Silent Witness       | Levi Harris            | Episodios: "Safe: Part 1", "Safe: Part 2"    |
| 2009        | Doctors              | Richard Cole           | Episodio: "Art of war"                       |
| 2012-2014   | Wolfblood            | Tom Okanawe            | Rol principal (Serie 1–3)                    |
| 2013        | School for Stars     | Él Mismo (Estudiante)  | Serie documental; Episodio: "Episodio # 3.1" |
| 2014        | Officially Amazing   | Él mismo               | Episodio: "Episodio # 3.2"                   |
| 2015        | Ultimate Brain       | Él mismo (concursante) | Episodio: "Episodio # 1.6"                   |
| 2016        | Roots                | Sitafa                 | Miniserie, Episodio: "Parte 1"               |
| 2017        | Crímen en el paraíso | Torey Martin           | Episodio: "Perplejo en el asesinato"         |
| 2017        | Will                 | Owen                   | 6 episodios                                  |
| 2019 – 2023 | Sex Education        | Jackson Marchetti      | Serie regular; 16 episodios                  |